# Xã Pitman, Quận Montgomery, Illinois
Xã Pitman (tiếng Anh: Pitman Township) là một xã thuộc quận Montgomery, tiểu bang Illinois, Hoa Kỳ. Năm 2010, dân số của xã này là 508 người.